# Cnaphalocrocis suspicalis
Cnaphalocrocis suspicalis là một loài bướm đêm trong họ Crambidae.